# Backa, Karlskoga
För andra betydelser, se Backa.
Backa är en stadsdel i Karlskoga, söder om Rosendal, öster om Timsälven och Bofors industriområde. Området bestod av arbetarbostäder från 1900-talets början, av vilka är i dag samtliga rivna. I dag utgörs stadsdelen av industribyggnader där flera av aktörerna är verksamma inom vapenindustrin. 
Backa omnämns redan 1403 som gårdssäte, och har historiskt omnämnts som Backa egor.